# Anaconda (Beverly Hills, 90210)
Anaconda is de vierde aflevering van het tweede seizoen van het tienerdrama Beverly Hills, 90210, die voor het eerst werd uitgezonden op 1 augustus 1991.

## Verhaal
Steve nodigt Brandon, David en andere vrienden uit bij de Beach Club na sluitingstijd. Hier breken ze in om een onschuldige spel poker te spelen. Ze belanden echter in de problemen wanneer er een daadwerkelijke inbraak plaatsvindt tijdens hun verblijf en ze gegijzeld worden gehouden, terwijl de dieven dure spullen meenemen. Dylan wordt de hoofdverdachte en gaat er sterk op achteruit. Uiteindelijk krijgt hij ruzie met Brandon, omdat hij Dylans levensstijl niet aan kan zien. Ondertussen hebben Brenda en Donna zo hun eigen problemen wanneer ze verbrand raken tijdens het zonnen.

## Rolverdeling
- Jason Priestley - Brandon Walsh
- Shannen Doherty - Brenda Walsh
- Jennie Garth - Kelly Taylor
- Ian Ziering - Steve Sanders
- Luke Perry - Dylan McKay
- Brian Austin Green - David Silver
- Tori Spelling - Donna Martin
- Carol Potter - Cindy Walsh
- James Eckhouse - Jim Walsh
- James Pickens jr. - Henry Thomas
- Arva Holt - Detective Peña
- Ash Adams - Danny Waterman